# Fourth Drawer Down
Fourth Drawer Down is een compilatiealbum van The Associates. Het werd uitgebracht in 1981. Het bestaat uit A- en B-kanten van singles die de band dat jaar had uitgegeven. Het verschilt veel van het voorgaande album, The Affectionate Punch. De muziek doet elektronischer aan en is experimenteler. 

## Bezetting
Billy Mackenzie - Zang
Michael Dempsey - Bas
John Murphy - Drums
Alan Rankine - Alle andere instrumenten

## Tracklist
Alle nummers zijn geschreven door Billy Mackenzie en Alan Rankine
1. White Car In Germany
2. A Girl Named Property
3. Kitchen Person
4. Q Quarters
5. Tell Me Easter's On Friday
6. The Associate
7. Message Oblique Speech
8. An Even Whiter Car
Bonus Tracks
9. Fearless (It Takes A Full Moon)
10. Point Si
11. Straw Towels
12. Kissed
13. Blue Soap